# Scytodes constellata
Scytodes constellata là một loài nhện trong họ Scytodidae.
Loài này thuộc chi Scytodes. Scytodes constellata được George Newbold Lawrence miêu tả năm 1938.